# Castelo de Schellenberg (Liechtenstein)
O Castelo de Schellenberg está localizado em Schellenberg, no norte de Liechtenstein.

## História
Construído antes do século XIII, o castelo, hoje em ruínas, esteve uma vez em posse de nobres da Baviera, que deram seu nome de família ao território. Os príncipes de Liechtenstein adquiriram o senhorio de Schellenberg no ano 1699. O príncipe Franz Josef II doou-o à Associação Histórica do país em 1956.